# P-Square
I P-Square sono un duo hip-hop e R&B. composto da due gemelli: Paul Okoye e Peter Okoye (Lagos, 18 novembre 1981).

## Storia
La storia dei P-Square inizia in una scuola secondaria cattolica di Jos, Nigeria. I gemelli Peter e Paul si unirono al club musicale e teatrale cominciando a ballare, a cantare e mimando canzoni di Mc Hammer, Michael Jackson, Bobby Brown.
Hanno formato poi un quintetto A cappella chiamato MMMPP (M clef aka Itemoh, Michael, Melvin, Paul e Peter).
Facendo musica tratta dal loro idolo Michael Jackson, hanno poi cominciato con la break dance formarono il gruppo "Smooth Criminal" nel 1997.
M Clef abbandona il gruppo che più tardi si trasforma in MMPP.
Presto il loro nome diventò famoso in tutta Jos e si esibirono in molte funzioni e occasioni scolastiche.
Più tardi, nel 1999, Peter e Paul decisero di svilupparsi nel settore della musica frequentando una scuola di musica, lì approfondirono le loro abilità nella tastiera, nella batteria, nel basso e nella chitarra elettrica.
Il loro lavoro comprendeva di fare colonne sonore per film come Tobi, Moment of Bitterness, Mama Sunday e Evas.
Successivamente andarono all'Università di Abuja per studiare Economia e Commercio. Gli Smooth Criminal si sciolsero quando i componenti decisero di frequentare altre Università.
Dopo, Peter e Paul decisero di formare un duo con nomi che cambiarono successivamente da "Double P", "P&P", "Da Pees" a l'attuale P-Square.

## Carriera
Nel 2001, i P-Square vinsero il "Grab da Mic" in una competizione, quindi Benson & Hedges sponsorizza il loro primo album intitolato Last Nite. Tre mesi dopo il lancio del disco, il duo viene nominato per il " Gruppo più promettente d'Africa".
Nel 2003 ricevono il "Best Gropu R & B" all'Amen Awar.
Nel 2005, i P-Square pubblicano il loro secondo disco: Get Squared, sotto la loro etichetta, la Records Square. Questo album è stato commercializzato a livello nazionale da parte della società Tjoe, anche se era ancora gestita da Howie T della Adrot Nigeria Limited.
Il gruppo ha collaborato con molti artisti come Ginuwine, Sean Paul, Akon e Busola Keshiro.
I membri del duo sono ora residenti in Lagos.
Nel 2007 il duo pubblica il loro terzo album Game Over  e mondialmente vende più di 8 milioni di dischi.
Nel 2009 i P-Square pubblicano il loro quarto album: Danger.
l'album contiene collaborazioni con 2Face Idibia, J Martins e Frenzy. Dall'album sono stati estratti i singoli Danger, I Love You, E No Easy e Possibility, che ottengono successo a livello internazionale. Di E No Easy è stata successivamente realizzata una versione in francese da Matt Houston in collaborazione con gli stessi P-Square, dal titolo Positif.
Nel 2011 esce il loro quinto album, The Invasion, da cui sono stati estratti i singoli Forever, Beautiful Onyinye e Chop My Money (I Don't Care), quest'ultimo in collaborazione con Akon e May D.
Nel dicembre del 2011 firmano con la label di Akon Konvict Muzik. Nel maggio del 2012 firmano un accordo di distribuzione con la Universal Music South Africa.
Nel 2012 esce un nuovo singolo, Alingo.
Nel 2014 esce un nuovo singolo, Testimony (taste my money).

## Discografia
- 2001 - Last Nite
- 2005 - Get Squared
- 2007 - Game Over
- 2009 - Danger
- 2011 - The Invasion
- 2014 - Double Trouble

## Premi
Ha vinto:
- Hip Hop World Awards 2006
  - Best R & B Album (Get Squared)[1]
  - Best Music Video (Get Squared)
  - Album of the Year (Get Squared)
  - Song of The Year (Bizzy Body)
- City Mag9th Award Shoe[2]
  - Best Hip-Hop group
- Nigerian Music Award (NMA) 2006
  - Album of the Year (Get Squared)
  - Music Video of the year (Get Squared)
- 2007 Channel O Video Music Award
  - Best duo or Group
- 2008 Channel O Video Music Award
  - Best duo or group
  - Video of the year (Do Me)
- MTV Africa Music Awards 2008
  - Best Group
- MTV Africa Music Awards 2009
  - Best Group[3]
- KORA Awards 2010
  - Artiste of the year
- LIL PERRY PRODUCTIONS 2010
  - Producer of the Year

Nominato:
- BET Awards 2010
  - Best International Act
- KORA Awards 2003
  - Most Promising African Group
- MOBO Awards 2006
  - Best African Act
- MOBO Awards 2008
  - Best African Act
- MTV Africa Music Awards 2009
  - Best Live Performer[4]
  - Best Video
  - Artist of the Year
  - Best R & B
- MTV Africa Music Awards
  - Best Performer[5]